# União das Freguesias de Cadafaz e Colmeal
União das Freguesias de Cadafaz e Colmeal, kurz Cadafaz e Colmeal, ist eine portugiesische Gemeinde (Freguesia) im Kreis (Concelho) von Góis. Sie umfasst eine Fläche von 70,16 km² und hat 348 Einwohner (Stand nach Zahlen von 2011).
Die Gemeinde entstand im Zuge der kommunalen Neuordnung Portugals nach den Kommunalwahlen am 29. September 2013, als Zusammenschluss der bisherigen Gemeinden Cadafaz und Colmeal. Sitz der neuen Gemeinde wurde Cadafaz, die Gemeindeverwaltung Colmeal blieb dazu als Bürgerbüro vor Ort erhalten.